# Clement Reid

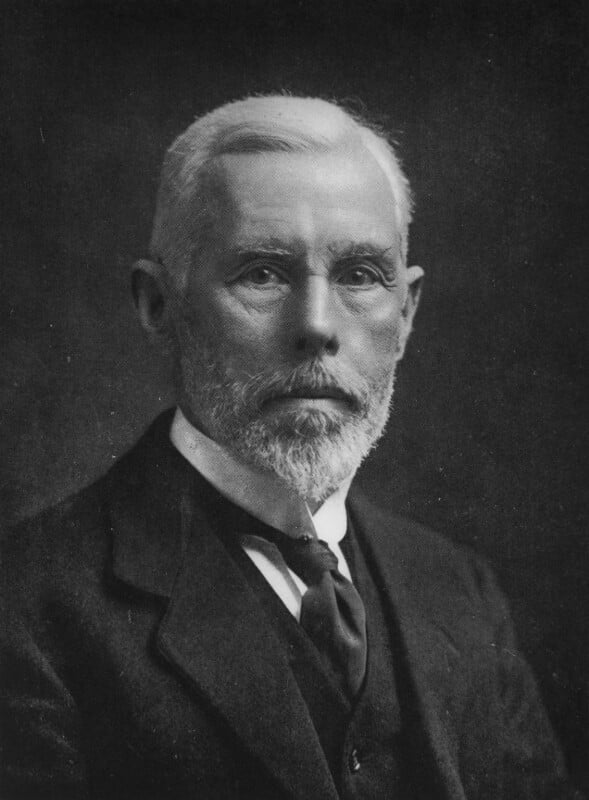
Clement Reid

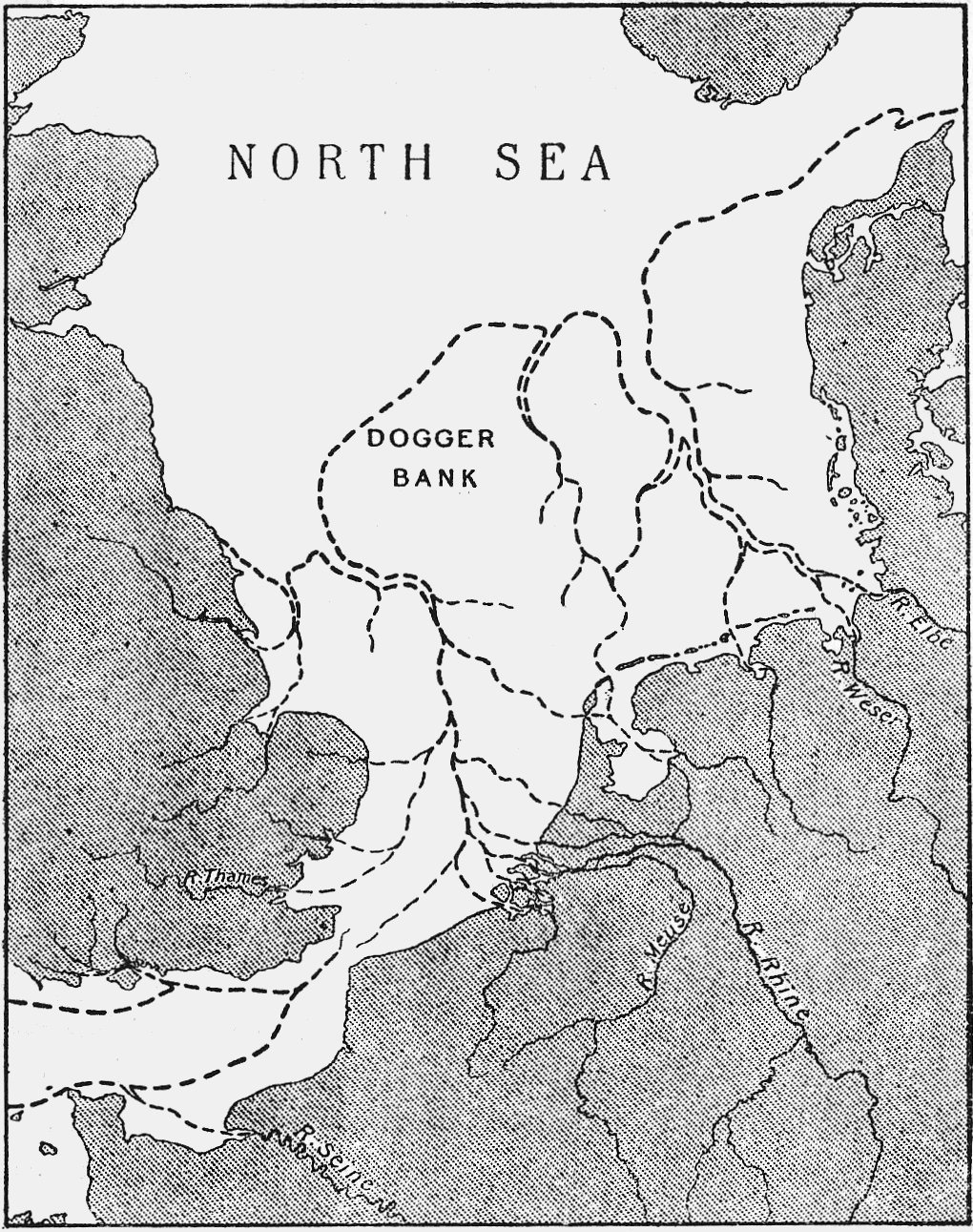
Reids kaart van "Doggerland"

Clement Reid (Londen, 6 januari 1853 - Milford-on-Sea, 10 december 1916) was een Brits geoloog en paleobotanist. Hij werkte vanaf 1874 voor de Britse geologische dienst waar hij de binnenkomende gegevens gebruikte om geologische kaarten te vervaardigen voor de verschillende delen van de Britse eilanden. Hij was vooral geïnteresseerd in het geologische tijdperk Kwartair (veel van de afzettingen die hij onderzocht werden indertijd tot het Tertiair gerekend) en hij onderzocht in heel Europa afzettingen uit die periode. Ook in Nederland onderzocht hij onder andere de klei van Tegelen die in het Vroeg Pleistocene Tiglien werd afgezet. Veel van zijn onderzoek publiceerde hij met zijn vrouw Eleanor Mary Wynne Edwards (Eleonor Reid), die eveneens paleobotanicus was.
In 1913 publiceerde hij zijn theorie over een voormalige landbrug tussen Engeland en het Europese vasteland dat hij Doggerland noemde. Latere bevindingen bevestigden zijn theorie.
De beroemde natuurkundige Michael Faraday was een oudoom van Reid.
- Author citation (botany): C.Reid
- Gemeinsame Normdatei: 117521663
- International Standard Name Identifier: 0000 0000 8366 3221
- Library of Congress Control Number: no2004087293
- Nationale Bibliotheek van Tsjechië: xx0321937
- Nederlandse Thesaurus van Auteursnamen: 073622524
- SNAC: w6d53qwr
- Système universitaire de documentation: 099476002
- Virtual International Authority File: 26781450
- WorldCat: E39PBJdRwf4wFhggJfj3tQWxDq